# Znakovni jezik
Znakovni jezik je komunikativno sredstvo gluhih oseb in njihovo edino sredstvo sporazumevanja, ki temelji na uporabi rok, mimike obraza, oči, ustnic in gibanju telesa. Vsakemu besednemu oziroma govornemu jeziku odgovarja en znakovni, ki je neodvisen od govornega in se razvija znotraj skupnosti gluhonemih oseb. Izrazno sredstvo tega jezika so kretnje in znaki, in ne besede. Znakovni jezik ni le jezik gluhih oseb, saj ga uporabljajo tudi ljudje z okvaro sluha, osebe, ki  v njihovem ožjem družinskem krogu ter tolmači, ki ta jezik tolmačijo.  
Evropski parlament je sprejel resolucijo o znakovnih jezikih leta 1988 in ponovno leta 1998. Od takrat podpira države članice, da se približajo tej delikatni tematiki in da uveljavijo rabo znakovnega jezika ter naj omogočijo osebam s takimi potrebami učenje in delo v njihovem izbranem jeziku. Tri države članice so vključile priznavanje znakovnega jezika kot nacionalni jezik v ustavo. Te so: Avstrija, Finska in Portugalska. Nizozemsko in francosko govoreči skupini v Belgiji, Danska, Nemčija, Grčija, Irska, Latvija, Norveška, Slovenija, Španija, Švedska in Združeno kraljestvo, pa so znakovne jezike opredelile z različnimi zakoni, ukrepi in predpisi.  
Republika Slovenija je znakovni jezik zakonsko opredelila leta 2002. Zakon dopušča pravico gluhim osebam do uporabe znakovnega jezika v postopkih pred državnimi organi, organi lokalne samouprave, izvajalci javnih pooblastil oziroma izvajalci službe. Opredeljuje še pravico do uporabe znakovnega jezika v vseh življenjskih situacijah, pri katerih bi gluhota predstavljala oviro pri sporazumevanju in komunikaciji gluhim osebam. Ta zakon ne predstavlja samo pravico gluhonemim, da premostijo komunikacijske težave, ampak predstavlja tudi nova delovna mesta, npr.: za tolmače. Vsaka gluhonema oseba ima sedaj pravico do tolmača za slovenski znakovni jezik. 
1.člen zakona se glasi: »Ta zakon določa pravico gluhih oseb uporabljati slovenski znakovni jezik (v nadaljevanju: znakovni jezik) in pravico gluhih oseb do informiranja v njim prilagojenih tehnikah ter obseg in način uveljavljanja pravice do tolmača za znakovni jezik pri enakopravnem vključevanju gluhih oseb v življenjsko in delovno okolje ter vse oblike družbenega življenja ob enakih pravicah in pogojih ter z enakimi možnostmi, kot jih imajo osebe brez okvare sluha. Gluhe osebe uveljavljajo pravice po tem zakonu, razen če drug zakon ne določa drugače. Določbe tega zakona, ki se nanašajo na fizične osebe, veljajo enako za ženske in za moške.«